# Ляйля аль-Ахайлія
Ляйля бінт Абулла ібн Шаддад ібн Ка'б аль-Ахайлія (араб. ليلى بنت عبدالله بن شداد بن كعب الأخيليّة) (75/694×90/709 рр. н. е.), або просто Ляйля аль-Ахайлія (араб. ليلى الأخيليّة) — відома арабська поетеса Омейядського халіфату, знана своєю поезією, красномовством, сильною особистістю та красою. Збереглося майже півсотні її коротких віршів. Серед них елегії для її коханого Тауби ібн Хумайїра, гострі сатири, якими вона обмінювалася з ан-Набігою, і панегірики для халіфів Османа та Абд аль-Маліка ібн Марвана.

## Життєпис
Вона народилася в племені Бану Укайл, що входило до союзу племен Бану Амір. За збігом це було плем'я й Кайс ібн аль-Муллава та Ляйла аль-Амірія, які були натхненням для жанру «Лейла і Маджнун». Проте, на відміну від них, вона була містянкою, а не бедуїнкою.[джерело?]
З юних років вона була відома своєю любов'ю до Тавби ібн Хумайїра, але її батько відмовився від шлюбу, і вона взяла шлюб із чоловіком на ім'я Абі Аль-Атла. Тавба продовжував відвідувати її, незважаючи на її шлюб, доки її чоловік не поскаржився халіфу, який змусив Тавбу піти. Їй чоловік, охоплений ревнощами, розлучився з нею. Тоді вона взяла шлюб із невідомим поетом і мала багато дітей, про яких мало що відомо.

## Поезія і вплив
Її сильна особистість і слава дали їй доступ до дворів Омейядів та інших можновладців.
Вона була однією з небагатьох ранніх арабських поетес, які наважувалися говорити про своє кохання публічно. Ця поезія особливо асоціюється з Тавбою ібн Хумайїром: «Ляйла та Тауба покохали одне одного. Але коли Тауба попросив руки Ляйли, її батько відмовив і видав Ляйлу заміж за іншого чоловіка. Згодом Тауба загинув, і це надихнуло Ляйлу на скорботні плачі». Ще більше сміливим було те, що вона, вже будучи дружиною Саввара Авфрі аль-Кушайрі, писала про кохання до Тавби. Проте, любовна поезія була не єдиним її жанром, оскільки її вірші були різноманітні за темами, хоча вона уникала політики. Це допомогло їй продовжити стосунки з політично впливовими людьми, незважаючи на зміну часів і влади. Її творчість включає обмін сатирами з Набігою аль-Джа'ді (імовірно, між 40/660 і 63/683) і Кумайдою бінт Ну'ман ібн Башир.
Її поезії часто порівнювали з творчістю Аль-Ханси. Проте Ляйла мала більш різноманітні образи, не обмежуючись пустелею, і використовувала більше одного жанру, не обмежуючись одним сюжетом. Її поезія також містила деякі філософські аспекти та мудрість, які зазвичай приписують її значним подорожам. З іншого боку, Ляйла значною мірою заробила на життя поезією, отримуючи винагороду за деякі свої вірші, і її поезія забезпечила їй зв'язки з багатими та впливовими людьми, тоді як Аль-Ханса залежала від традиційного скотарства своєї сім'ї.
Ляйла померла під час подорожі 704 року поблизу міста Самава в Іраку.
Приклад її поезії:
أحــجاج لا يفـلل سلاحك إنما
المنـايا بكـف الله حيث تراها
إذا هبـط الحجاج أرضاً مريضة
تتبـع أقصـى دائـها فشفـاها
شفاها من الداء العضال الذي بها
غـلام إذا هـز القنـا سقـاها
سقاها دمــاء المارقين وعلـها
إذا جمحت يوماً وخفيـف أذاها
إذا سمـع الحجـاج صوت كتيبة
أعـد لها قبـل النـزول قراها